# Hein Pieper
Henderikus Theodorus Maria (Hein) Pieper (Nieuw-Schoonebeek, 10 mei 1962) is een Nederlandse theoloog, politicus en bestuurder. Sinds 15 april 2011 is hij dijkgraaf van het waterschap Rijn en IJssel. Eerder was hij Tweede Kamerlid namens het Christen-Democratisch Appèl (CDA). Hij was in 2023 korte tijd partijvoorzitter van Nieuw Sociaal Contract.

## Biografie
Pieper studeerde theologie aan de Universiteit voor Theologie en Pastoraat (UTP) in Heerlen. Hij was pastoraal werker en diaken in Uithuizen van het Bisdom Groningen en van het aartsbisdom Utrecht. Vanaf 2000 was Pieper werkzaam als directeur van het Verband Katholieke Maatschappelijke Organisaties. Tevens was hij vanaf 2004 directeur van het Katholiek Netwerk.
In maart 2010 verscheen het boek Plezier in je werk dat hij samen met pater Anselm Grün schreef. In oktober 2010 volgde Boerenwijsheid dat hij samen met Grün en Ton Duffhues schreef. En in augustus 2012 het boek Levenslessen, ook een coproductie met pater Grün en anderen.

### Politiek
Bij de Tweede Kamerverkiezingen 2006 stond Pieper op een 53e plaats op de lijst van het CDA, te laag om direct gekozen te worden. Op 17 maart 2009 werd hij alsnog beëdigd in het parlement, als tussentijds opvolger van de vertrokken Jos Hessels.
Pieper stond in 2010 voor de Tweede Kamerverkiezingen namens het CDA op plaats 35 van de kandidatenlijst en werd niet herkozen. Hierna werd hij actief binnen het CDA als oprichter van de 'onafhankelijke CDA-denktank' het "Slangenburgberaad".
Hij is een pleitbezorger van het Rijnlands Denken, een sociaal bestuursmodel dat na de Tweede Wereldoorlog door de twee grote West-Duitse politiek partijen CDU en SPD werd ontwikkeld voor de wederopbouw van het land. Het wordt tegenover het vrije marktdenken geplaatst. Hierbij houdt een overheid zich actief bezig met zaken als milieu, ruimtelijke ordening, onderwijs en sociale vraagstukken en staan zaken als het zelforganiserende en zelflerende vermogen van mensen, waardengedreven sturen  en subsidiariteit centraal.
Pieper werd in 2011 benoemd als dijkgraaf van het waterschap Rijn en IJssel. Dit waterschap strekt zich uit in het oosten van Gelderland, het zuidelijk deel van Overijssel en Zuidoost Veluwe, in 2017 volgde herbenoeming. De dijkgraaf is verantwoordelijk voor het functioneren van het waterschap. In 2015 werd Pieper voor drie jaar gekozen tot vicevoorzitter van de koepelorganisatie Unie van Waterschappen en in 2018 werd hij herkozen voor deze functie.
Sinds november 2021 zat Pieper als CDA-lid met onder meer advocaat Evelien Quist in het bestuur van de Stichting Steunfonds Groep Omtzigt, die budget verzamelde voor de eenmansfractie van Pieter Omtzigt, het Tweede Kamerlid dat van het CDA afsplitste. Van 20 augustus tot 1 oktober 2023 was hij partijvoorzitter van Nieuw Sociaal Contract, de partij die Omtzigt oprichtte. Hij trad af na controverse om een arbeidsconflict uit het verleden, waarin hij werd beschuldigd van machtsmisbruik.